# Érase una vez... los inventores
Érase una vez... los inventores (en francés: Il était une fois... les Découvreurs) es una serie de televisión animada francesa de 26 episodios con una duración de unos 25 minutos. Fue creada por Albert Barillé en los estudios Procidis y difundida por Canal+ a partir de enero de 1994. También participaron en la realización de esta serie Bélgica, Canadá, España, Italia, Japón, Noruega, Países Bajos, Suecia y Suiza.
Ofrece el fascinante mundo de los inventos y sus protagonistas. Una obra educativa y muy entretenida, una colección imprescindible que viaja a través del tiempo para adentrarse en el apasionante universo del saber y los grandes descubrimientos históricos.
En España fue emitida en algunos canales como por ejemplo Minimax.

## Lista de episodios
1. Nuestros antepasados los chinos
2. Arquímedes y los griegos
3. Herón de Alejandría
4. La medición del tiempo
5. Enrique el Navegante y la cartografía
6. Gutenberg y la Imprenta
7. Leonardo da Vinci
8. Los médicos: Hipocrates, Vesalio, Paré, etc.
9. Galileo
10. Newton
11. Buffon o el descubrimiento del pasado
12. Lavoisier y la química
13. Stephenson, a todo vapor
14. Faraday y la electricidad
15. Darwin y la evolución
16. Mendel y los guisantes
17. Pasteur y los microorganismos
18. Thomas Edison y la ciencia
19. Marconi y las ondas
20. Ford y la aventura del automóvil
21. La aviación
22. Marie Curie
23. Einstein
24. Lorenz, el padre de los gansos
25. Neil Armstrong y la luna
26. Mañana

## Colección
- Érase una vez...
- Érase una vez... el hombre (1978)
- Érase una vez... el espacio (1982)
- Érase una vez... el cuerpo humano (1987)
- Érase una vez... las Américas (1991)
- Érase una vez... los exploradores (1996)
- Érase una vez... la ciencia (2000)